# M/S SC Atlantic
M/S SC Atlantic är ett kryssningsfartyg byggt 1986 som trafikerar linjen Sankt Petersburg-Helsingfors-Stockholm-Tallinn-Sankt Petersburg för kryssningsrederiet S-Continental Cruise Line.